# Simon (farisé)
Simon var en farisé som enligt Nya Testamentet bjudit in Jesus på måltid. Medan de satt vid bordet kom en kvinna från staden dit med en flaska balsam (se Jesu smörjelse). Hon ställde sig bakom Jesus och grät och vätte Jesu fötter med sina tårar, torkade dem med håret och kysste fötterna.
Fariséen sa för sig själv: "Om Jesus vore en profet, skulle han känna till vad det är för sorts kvinna som kommit på besök." Jesus, som förstod vad han tänkte sa: "Simon, jag har något att säga dig." "Låt höra, mästare" svarade då Simon. Jesus berättade då: "Två män hade lånat pengar. Den ene var skyldig 500 denarer, den andre 50. Ingen av männen kunde emellertid betala tillbaka pengarna. Långivaren efterskänkte då bådas skuld." Jesus frågade då Simon: "Vilken av de båda låntagarna kommer att älska honom mest?" Simon genmälde: "Den som fick mest efterskänkt, antar jag." "Rätt," svarade Jesus, "Du ser den här kvinnan. Jag kom hem till dig och du gav mig ej vatten att tvätta fötterna (såsom sed är), men kvinnan här har fuktat mina fötter med sina tårar och torkat dem torra med sitt hår. Inte heller hedrade du mig med en välkomstkyss (en vanlig vördnasbetygelse mot en religiös lärare), men kvinnan här har ihärdigt kysst mina fötter alltsedan hon kom hit. Du smorde inte mitt huvud med olja (vilket också det är en hedersbevisning i judisk tradition), men kvinnan har smort in mina fötter med balsam. Därför har hon fått sina många synder förlåtna, ty hon har visat på stor kärlek."
Jesus vände sig sedan till kvinnan: "Dina synder är dig förlåtna." De övriga vid bordet tänkte för sig själva: "Vem är denne man som till och med kan förlåta synder?" Jesus fortsatte att ägna sig åt kvinnan: "Din tro har hjälpt dig. Frid vare med dig!" (Efter Evangelium enligt Lukas 7:36-50 (jfr. Evangelium enligt Matteus 26:6-13)